# 9 novembre en sport
9 octobre 9 décembre
Chronologies thématiques
- Croisades
- Ferroviaires
- Disney

Le 9 novembre (313e jour de l'année ou 314e en cas d'année bissextile) en sport.

## Événements

### XVIesiècle
- 1527 :
  - (Jeu de paume) : lettres patentes du roi de France François Ier, qui officialisent le professionnalisme sportif, en jeu de paume notamment. Ce texte révolutionnaire met en effet sur le même plan les gains d’un joueur de paume et les fruits du travail. Depuis bien longtemps déjà, paris et enjeux ont transformé de fait cette activité sportive en métier pour beaucoup.

### XXesièclede1951à2000
- 1975 :
  - (Rallye automobile) : arrivée du Tour de Corse.

### XXIesiècle
- 2004 :
  - (Boxe) : Mahyar Monshipour conserve son titre de champion du monde WBA des super-coqs en battant Yoddamrong Sithyodthong (Thaïlande), par arrêt de l'arbitre à la 6e reprise.
- 2014 :
  - (Formule 1) : en s'imposant lors du Grand Prix du Brésil, Nico Rosberg met un terme à la série de cinq victoires de son rival Lewis Hamilton, tout en préservant ses chances dans la course au titre mondial. Le podium est complété par Felipe Massa (Williams).
  - (Moto) : au Grand Prix moto de Valence, Marc Marquez, déjà assuré de conserver son titre de champion du monde a mis un point d'honneur à finir sur une victoire. Un succès qui permet à l'Espagnol de battre le record de 12 victoires sur une saison signé Mick Doohan en le portant désormais à 13. Valentino Rossi, lui, termine 2e de la course, ce qui lui permet de décrocher l'accessit de vice-champion du monde.
  - (Tennis) : en finale de la Fed Cup, Petra Kvitová est parvenue à prendre le meilleur sur Angelique Kerber en trois sets (7-6, 4-6, 6-4). Un succès qui permet à la République tchèque de remporter sa troisième couronne en Fed Cup lors des quatre dernières années.
- 2015 :
  - (Athlétisme /Dopage) : l'AMA demande la suspension de la Russie de toutes compétitions d’athlétisme ainsi que l’annulation de l’accréditation du laboratoire antidopage russe basé à Moscou et le remplacement de son directeur. Elle recommande enfin la suspension à vie de 5 athlètes russes dont la championne olympique en titre du 800 m[1].
- 2023 :
  - (Trampoline /Mondiaux) : début de la 37e édition des championnats du monde de trampoline qui ont lieu jusqu'au 12 novembre 2023 à Birmingham, en Angleterre[2].
- 2024 :
  - (Tennis /Masters de tennis féminin') : l'édition féminine 2024 des Masters de tennis qui se déroule à Riyad, en Arabie saoudite est remportée en simple par l'Américaine Coco Gauff et le double par la Canadienne Gabriela Dabrowski associée à la Néo-Zélandaise Erin Routliffe[3].

## Naissances

### XIXesiècle
- 1886 :
  - Ed Lindberg, athlète de sprint américain. Champion olympique du relais 4 × 400 m et médaillé de bronze du 400 m aux Jeux de Stockholm 1912. († 16 février 1978).
- 1888 :
  - Ernst Wide, athlète de demi-fond et de fond suédois. Médaillé d'argent du 3 000m par équipes aux Jeux de Stockholm 1912. († 8 avril 1950).

### XXesièclede1901à1950
- 1918 :
  - Florence Chadwick, nageuse en eau libre américaine. Détentrice de la Traversée de la Manche à la nage. († 15 mars 1995).
- 1921 :
  - Viktor Chukarin, gymnaste soviétique. Champion olympique du concours général individuel et par équipes, du cheval d'arçon et du saut puis médaillé d'argent des anneaux et des barres parallèles aux Jeux d'Helsinki 1952 puis champion olympique du concours général individuel et par équipes ainsi que des barres parallèles puis médaillé d'argent du sol et médaillé de bronze du cheval d'arçon aux Jeux de Melbourne 1956. Champion du monde de gymnastique artistique du concours général individuel et par équipes puis des barres parallèles 1954. († 25 août 1984).
- 1923 :
  - Alice Coachman, athlète de sauts américain. Championne olympique de la hauteur aux Jeux de Londres 1948. († 15 juillet 2014).
- 1925 :
  - Lazare Gianessi, footballeur français. (14 sélections en équipe de France). († 11 août 2009).
- 1926 :
  - Rafael Lesmes, footballeur espagnol. (1 sélection en équipe nationale). († 8 octobre 2012).
- 1931 :
  - Whitey Herzog, joueur de baseball américain. († 15 avril 2024).
- 1932 :
  - Frank Selvy, basketteur américain.(† 13 août 2024).
- 1933 :
  - Egil Danielsen, athlète de lancers norvégien. Champion olympique du javelot aux Jeux de Melbourne 1956. Détenteur du Record du monde du lancer du javelot du 26 novembre 1956 au 5 juin 1959. († 29 juillet 2019).
- 1935 :
  - Bob Gibson, joueur de baseball américain. († 2 octobre 2020).
- 1940 :
  - Eleuterio Santos, footballeur espagnol. (1 sélection en équipe nationale). († 28 janvier 2008).
- 1942 :
  - Tom Weiskopf, golfeur américain. Vainqueur de l’Open britannique 1973 et des Ryder Cup 1973 et 1975. († 20 août 2022).
- 1944 :
  - Herbert Wimmer, footballeur allemand. Champion du monde de football 1974. Champion d'Europe de football 1972. Vainqueur de la Coupe UEFA 1975. (36 sélections en équipe nationale).
- 1948 :
  - Luiz Felipe Scolari, footballeur puis entraîneur italo-brésilien. Sélectionneur de l'équipe du Koweït en 1990, de l'équipe du Brésil de 2001 à 2002 et de 2012 à 2014 puis de l'équipe du Portugal de 2003 à 2008. Champion du monde de football 2002. Vainqueur des Copa Libertadores 1999 et 2000, de la Ligue des champions de l'AFC 2015.
  - Sharon Stouder, nageuse américaine. Championne olympique du 100m papillon, des relais 4 × 100 m nage libre et 4 × 100 m 4 nages puis médaillée d'argent du 100m libre aux Jeux de Tokyo 1964. († 23 juin 2013).

### XXesièclede1951à2000
- 1952 :
  - Khasan Isaev, lutteur de libre bulgare. Champion olympique des -48 kg aux Jeux de Montréal 1976.
  - Jim Riggleman, joueur de baseball et dirigeant sportif américain.
- 1953 :
  - David Leslie, pilote de courses automobile écossais.
- 1954 :
  - Dietrich Thurau, cycliste sur route et sur piste allemand. Champion du monde de cyclisme sur piste de la poursuite par équipes 1974. Vainqueur du Tour d'Allemagne 1979, de Liège-Bastogne-Liège 1979.
- 1956 :
  - Lei Clijsters, footballeur puis entraîneur belge. Vainqueur de la Coupe d'Europe des vainqueurs de coupe 1988. (40 sélections en équipe nationale). († 4 janvier 2009).
- 1959 :
  - Sito Pons, pilote de moto espagnol. Champion du monde de vitesse moto en 250 cm3 1988 et 1989. (15 victoires en grand prix).
- 1960 :
  - Andreas Brehme, footballeur puis entraîneur allemand. Champion du monde de football 1986. Vainqueur de la Coupe UEFA 1991. (86 sélections en équipe nationale). († 20 févier 2024).
- 1962 :
  - Sergio Batista, footballeur puis entraîneur argentin. Champion du monde de football 1986. Vainqueur de la Copa Libertadores 1985. (39 sélections en équipe nationale). Sélectionneur de l'Équipe d'Argentine olympique, championne olympique aux Jeux de Pékin 2008, de l'équipe d'Argentine de 2010 à 2011 puis de l'équipe de Bahreïn depuis 2015.
- 1963 :
  - Anthony Bowie, basketteur américain. Vainqueur de l'Euroligue de basket-ball 1999.
- 1968 :
  - Josef Polig, skieur alpin italien. Champion olympique du combiné aux Jeux d'Albertville 1992.
- 1970 :
  - Nelson Diebel, nageur américain. Champion olympique du 100 m brasse et du 4 × 100 m 4 nages aux Jeux de Barcelone 1992.
  - Guido Görtzen, volleyeur néerlandais. Champion olympique aux Jeux d'Atlanta 1996. Champion d'Europe de volley-ball masculin 1997. (182 sélections en équipe nationale).
  - Bill Guerin, hockeyeur sur glace américain. Médaillé d'argent aux Jeux de Salt Lake City 2002.
- 1971 :
  - David Duval, golfeur américain. Vainqueur de l’Open britannique 2001, et de la Ryder Cup 1999.
  - Sabri Lamouchi, footballeur puis entraîneur franco-tunisien. (12 sélections en équipe de France). Sélectionneur de l'équipe de Côte d'Ivoire de 2012 à 2014.
- 1973 :
  - Zísis Vrýzas, footballeur grec. Champion d'Europe de football 2004. (88 sélections en équipe nationale).
- 1974 :
  - Alessandro Del Piero, footballeur italien. Champion du monde de football 2006. Vainqueur de la Ligue des champions 1996. (91 sélections en équipe nationale).
  - Sven Hannawald, sauteur à ski allemand. Médaillé d'argent par équipes aux Jeux de Nagano 1998 puis champion olympique par équipes et médaillé d'argent au petit tremplin des Jeux de Salt lake city 2002. Champion du monde du saut à ski du grand tremplin par équipes 1999 et 2001. Champion du monde de vol à ski individuel 2000 et 2002.
  - Mike Penberthy, joueur et entraîneur de basket-ball américain.
- 1977 :
  - Lyudmila Blonska, athlète d'épreuves combinées ukrainienne.
- 1979 :
  - Dave Bush, joueur de baseball américain.
  - Adam Dunn, joueur de baseball américain.
  - Kim Joo-sung, basketteur sud-coréen.
  - Martin Taylor, footballeur anglais.
  - Ivan Tkatchenko, hockeyeur sur glace russe. († 7 septembre 2011).
- 1980 :
  - James Harper, footballeur anglais.
  - Pierre Leboucher, navigateur français.
  - Dominique Maltais, snowboardeuse canadienne. Médaillée de bronze du cross aux Jeux de Turin 2006 puis médaillée d'argent en cross aux Jeux de Sotchi 2014.
- 1981 :
  - Jobi McAnuff, footballeur jamaïcain. (24 sélections en équipe nationale).
- 1982 :
  - Boaz Myhill, footballeur gallois. (19 sélections en équipe nationale).
  - Jana Pittman, athlète de haies et bobeuse australienne. Championne du monde d'athlétisme du 400 m haies 2003 et 2007.
  - Petra Wimbersky, footballeuse allemande. Médaillée de bronze aux Jeux d'Athènes 2004. Championne du monde de football 2007. Championne d'Europe de football 2001 et 2005. Victorieuse de la Coupe de l'UEFA 2005 et 2008. (70 sélections en équipe nationale).
- 1983 : 
  - Rebecca Ramanich, judokate française.
  - Michael Turner, footballeur anglais. (46 sélections en équipe nationale).
- 1984 :
  - Mihai Pintilii, footballeur roumain. (46 sélections en équipe nationale).
- 1985 :
  - Bakary Soumare, footballeur malien. (13 sélections en équipe nationale).
- 1986 :
  - Carl Gunnarsson, hockeyeur sur glace suédois.
- 1990 :
  - Romain Bardet, cycliste sur route français.
  - Olga Gorchenina, handballeuse russe. Victorieuse des Coupes de l'EHF féminine 2012 et 2014. (71 sélections en équipe nationale).
  - Emmanuel Nosa Igiebor, footballeur nigérian. (15 sélections en équipe nationale).
- 1991 :
  - Nikolina Jelić, volleyeuse croate. (12 sélections en équipe nationale).
- 1992 :
  - Jordan Nkololo, footballeur franco-congolais. (6 sélections avec l'équipe de la République démocratique du Congo).
- 1995 :
  - Bouma Ferimata Coulibaly, taekwondoïste ivoirienne.
- 1998 :
  - Tatjana Brnović, handballeuse monténégrine. (76 sélections en équipe nationale).
  - Juan Tinaglini, footballeur uruguayen.
- 1999 :
  - Alessandro Pajola, basketteur italien.
  - Alexia 't Serstevens, hockeyeuse sur gazon belge. (14 sélections en équipe nationale).

### XXIesiècle
- 2000 :
  - Selma Bacha, footballeuse française. Victorieuse des Ligue des champions féminine 2018, 2019, 2020 et 2022. (36 sélections en équipe de France).

## Décès

### XXesièclede1901à1950
- 1932 :
  - Basil Spalding de Garmendia, 72 ans, joueur de tennis américain. Médaillé d'argent du double aux Jeux de Paris 1900. (° 28 février 1860).
- 1944 :
  - Frederick Holmes, 58 ans, tireur à la corde britannique. Champion olympique aux Jeux d'Anvers 1920. (° 9 août 1886).

### XXesièclede1951à2000
- 1955 :
  - Henri Delaunay, 72 ans, dirigeant de football français. Secrétaire de la FFF de 1919 à 1955. (° 15 juin 1883).
  - André Rischmann, 73 ans, joueur de rugby à XV français. Champion olympique aux Jeux de Paris 1900. (2 sélections en équipe de France). (° 26 janvier 1882).
- 1957 :
  - Peter O'Connor, 85 ans, athlète de sauts irlandais. (° 24 octobre 1872).
- 1969 :
  - Paul Berth, 79 ans, footballeur danois. Médaillé d'argent aux Jeux de Stockholm 1912. (26 sélections en équipe nationale). (° 7 avril 1890).
- 1988 :
  - David William Bauer, 64 ans, entraîneur de hockey sur glace canadien. (° 2 novembre 1924).
- 1997 :
  - Helenio Herrera, 87 ans, footballeur puis entraîneur argentin puis français. Vainqueur des Coupe des clubs champions 1964 et 1965. (° 10 avril 1910).
  - Paul Haghedooren, 38 ans, cycliste sur route belge. (° 11 octobre 1959).
- 1999 :
  - Marjorie Gladman, 91 ans, joueuse de tennis américaine. (° 21 juin 1908).

### XXIesiècle
- 2000 :
  - Kurt Koch, 81 ans, entraîneur de football allemand. (° 2 novembre 1919).
- 2002 :
  - Paul Jurilli, 74 ans, footballeur puis entraîneur français. (° 12 juillet 1928).
  - Eusebio Tejera, 80 ans, footballeur uruguayen. Champion du monde de football 1950. (31 sélections en équipe nationale). (° 6 janvier 1922).
- 2004 :
  - Emlyn Hughes, 54 ans, footballeur anglais. Vainqueur des Coupe UEFA 1973 et 1976 puis des Coupe des clubs champions 1977 et 1978. (62 sélections en équipe nationale). (° 28 août 1947).
- 2005 :
  - Marceau Somerlinck, 83 ans, footballeur français. (° 4 janvier 1922).
- 2016 :
  - Greg Ballard, 61 ans, basketteur américain. (° 29 janvier 1955).
  - Kazimír Gajdoš, 82 ans, footballeur tchécoslovaque puis slovaque. (4 sélections avec l'équipe de Tchécoslovaquie). (° 28 mars 1934).
- 2024 :
  - Hassan Akesbi, 89 ans, footballeur marocain. (11 sélections en équipe nationale). (° 1er mai 1935).